# Wan Chang Ko
Wan Chang Ko (romanización de 高蕴璋) (Shanghái, 1916 - ? ) fue un botánico chino.

## Algunas publicaciones
- 1987. Chin t'ung fo tsao hsiang t'e chan t'u lu. Con Yu-min Lee, Juanying Yan, Guo li gu gong bo wu yuan. Bian ji wei yuan hui. 458 pp.

- 1983. Flora reipublicae popularis Sinicae delectis florae reipublicae popularis Sinicae agendae academiae Sinicae edita : Tom 52(2). Angiospermae Dicotyledoneae Elaeagnaceae, Lythraceae, Sonneriatiaceae, Crypteroniaceae, Punicaceae, Lecythidaceae, Rhizophoraceae, Nyssaceae, Alangiaceae. vii + 197 pp.

- 1959. Notes on Chinese Samydaceae Acta Botanica Sinica viii (1):1-30 en chino, resumen en inglés (enlace roto disponible en Internet Archive; véase el historial, la primera versión y la última).

- La abreviatura «W.C.Ko» se emplea para indicar a Wan Chang Ko como autoridad en la descripción y clasificación científica de los vegetales.[3]